# زو جي
زو جي (بالصينية: 邹捷) (17 يناير 1981 بداليان في الصين - ) هو لاعب كرة قدم صيني في مركز الوسط. شارك مع منتخب الصين لكرة القدم. أما مع النوادي، فقد لعب مع نادي داليان شيده وشاوكسينج كيكياو يوجيا وShenyang Dongjin F.C. ‏.

## وصلات خارجية
- زو جي على موقع قاعدة بيانات كرة القدم.إي يو (الإنجليزية)
- زو جي على موقع ناشيونال فوتبول تيمز (الإنجليزية)
- زو جي على موقع Soccerway.com (الإنجليزية)